# Totenmond
Totenmond (Eigenschreibweise TotenmonD) ist eine 1984 gegründete deutsche Metal-Band aus Backnang.

## Bandgeschichte
Die Band wurde 1984 von S. P. Senz und Olaf „Pazzer“ ursprünglich als Punkband mit dem Namen „Wermut“ gegründet. Im Jahr 1986 stieg Attila als Sänger ein, der jedoch nach einem Jahr die Band wieder verließ und durch Schiff ersetzt wurde. 1988 spielten Wermut vor allem in verschiedenen Jugendclubs, 1989 verließ auch Schiff die Band wieder.
Ein Jahr später wurde die Band in Totenmond umbenannt, 1991 stieg der Bassist Roberto Garcia ein, und Olaf übernahm ab 1992 den Gesang. Wie Wermut spielten auch Totenmond anfänglich vor allem in Jugendclubs. In den Jahren 1993, 1994 und 1995 wurde jeweils ein Demoband herausgegeben, wobei das ’95er Werk den Titel Die Schlacht erhielt. Ihr erstes offizielles Album Lichtbringer wurde 1996 über Massacre Records veröffentlicht. Im Anschluss tourte die Band gemeinsam mit Atrocity, In Flames und Heavenwood durch Deutschland.
Die Band wurde Mitte der 1990er Jahre nach den Erfolgen von Rammstein immer wieder mit der Neuen Deutschen Härte in Verbindung gebracht. Ein Vergleich, welcher allerdings mehr den finanziellen Interessen diverser Plattenfirmen zu verdanken war und nicht als objektive Bewertung der Musik Totenmonds verstanden werden sollte.
Im Jahr 1997 erschien die EP Väterchen Frost und Totenmond traten erstmals auf den Festivals Wacken Open Air, Dynamo und Force Attack auf. Danach spielten sie zusammen mit The Spudmonsters und Crisis eine Europa- und mit Orphanage sowie Within Temptation eine Deutschland-Tournee.
1998 erschien mit Fleischwald das zweite Album und ein Jahr später folgten weitere Festivalauftritte auf dem With-Full-Force-, Force-Attack- und Wacken-Open-Air-Festival. Nach den Festivals ging die Band nochmals auf eine Europa-Tour, diesmal zusammen mit Bolt Thrower, Crowbar und Disbelief.
Im Jahr 2000 folgte das dritte Album Reich in Rost, und Roberto Garcia stieg aus der Band aus. Im Jahr darauf erschien das vierte Album Auf dem Mond ein Feuer, auf dem zahlreiche Deutschpunk-Klassiker aus den 1980er Jahren (u. a. von Slime und Razzia) sowie Lieder von Ton Steine Scherben im Totenmond-Stil neu interpretiert wurden. Mit „Senf“ erhielt die Band 2002 auch wieder einen Bassisten und trat 2003 erneut auf dem With-Full-Force-Festival auf. Ein Jahr später wurde Unter Knochen und 2005 TonbergUrtod veröffentlicht.
Am 25. April 2008 erschien das Album Thronräuber. Danach zogen sich Totenmond für mehrere Jahre zurück, um am 19. August 2016 bei ihrem Stammlabel Massacre Records ihr achtes Studioalbum Der letzte Mond vor dem Beil zu veröffentlichen.

## Stil
Der Stil von Totenmond weist unterschiedlichste Einflüsse auf. So finden sich Einflüsse aus dem Doom Metal und Crustcore ebenso wie Black Metal und Death Metal in den Songs wieder. Teilweise wird die Band manchmal auch dem Metalcore zugeordnet, mit welchem sie jedoch, in seiner engeren Definition, kaum etwas gemeinsam hat.

## Diskografie

### Alben
- 1996: Lichtbringer
- 1998: Fleischwald
- 2000: Reich in Rost
- 2001: Auf dem Mond ein Feuer (indiziert[4])
- 2004: Unter Knochen
- 2005: TonbergUrtod
- 2008: Thronräuber
- 2016: Der letzte Mond vor dem Beil

### Demos
- 1993: Demo 1
- 1994: Demo 2
- 1995: Die Schlacht

### EPs
- 1997: Väterchen Frost
- 1999: Totenmond – Massacre’s Classix Shape Edition